# Czelin
Czelin (do 1945 r. niem. Zellin) – wieś w Polsce położona w województwie zachodniopomorskim, w powiecie gryfińskim, w gminie Mieszkowice przy południowym skraju Lasów Mieszkowickich. Według danych z 2011 r. liczyła 382 mieszkańców.
Miejscowość znajdowała się od ok. 1250 r. na terytorium powstałej Nowej Marchii, przed 1317 r. uzyskała prawa miejskie prawdopodobnie od margrabiów brandenburskich z dynastii askańskiej. Czelin był miasteczkiem otwartym bez fortyfikacji. W XIV w. w Czelinie utworzono archidiakonat i prowadzono kancelarię katedry kamieńskiej. Od około 1298 r. do 1732 r. należał do rodu von Mörner, po czym został zakupiony przez Fryderyka Wilhelma I, który utworzył tutaj domenę (kompleks dóbr elektorskich) – tym samym Czelin utracił status miejski. W miejscowości znajduje się kościół z XIII w., przebudowany w 1827 r., zespół folwarczny z 2 połowy XIX w./początku XX w.
W czasie działań wojennych w 1945 r. upamiętnionych obeliskiem wieś została poważnie zniszczona. 27 lutego 1945 r. żołnierze 6 Samodzielnego Batalionu Pontonowo-Mostowego Wojska Polskiego postawili tutaj pierwszy słup graniczny nad Odrą.

## Położenie
Wieś znajduje się 9 km na południowy zachód od Mieszkowic i 24 km na północny zachód od Kostrzyna nad Odrą.
Zgodnie z podziałem fizycznogeograficznym Polski według Kondrackiego teren, na którym położony jest Czelin należy do prowincji Nizina Środkowoeuropejska, podprowincji Pojezierza Południowobałtyckiego, makroregionu Pradolina Toruńsko-Eberswaldzka oraz w końcowej klasyfikacji do mezoregionu Kotlina Freienwaldzka.
Miejscowość posiada zabudowę o luźnym planie wielodrożnicy, z licznymi pustkami i nie tworzy zwartych ciągów architektonicznych. Dominują współczesne obiekty o zróżnicowanej bryle i formie architektonicznej.

## Nazwa
Nazwa Czelin może wywodzić się od:
- nazwy osobowej Czelo, Czoło, z sufiksem -in; w zgermanizowanych formach zapisywana jako Zellin, Zollin[6]
- wzniesień wschodniego brzegu Odry – stanowią one pewnego rodzaju „czoło”[7]

Nazwa na przestrzeni wieków: 1317 Zellin; 1322 Szellin; 1348 Czellyn ; 1355 Czollin; 1363 Zollin; 1515 Cellin; 1826 Zellin

## Historia
- I–III w. – badania archeologiczne przeprowadzone w latach 2004–2005, 2012–2018, 2023 przez archeologów z Muzeum Narodowego w Szczecinie odsłoniły cmentarzysko ciałopalne z okresu wpływów rzymskich. Wyeksplorowano ponad 200 obiektów, z czego 115 to pochówki. Ponadto odkryto kilka grobów szkieletowych kultury ceramiki sznurowej (neolit). Z cmentarzyska znana jest głównie bogata kolekcja broni wykazującej silne wpływy kultury przeworskiej raz inspiracje z Nadłabia i Skandynawii. Obecnie w Czelinie przy obelisku znajduje się skansen poświęcony cmentarzysku, gdzie znajdują się rekonstrukcje grobów z wyposażeniem oraz tablice informacyjne.
- VI–X w. – na terenie dzisiejszego Czelina istniała osada
- VIII–poł. X w. – w widłach Odry i dolnej Warty znajdowała się odrębna jednostka terytorialna typu plemiennego, prawdopodobnie powiązana z plemieniem Lubuszan. Na północy od osadnictwa grupy cedyńskiej oddzielały ją puszcze mosińska (merica Massen) i smolnicka (merica Smolnitz). Mieszkańcy zajmowali się gospodarką rolniczo-hodowlaną.
- X w. – nad Odrą w Czelinie istniał prawdopodobnie gród w systemie zabezpieczającym szlaki handlowe
- 960–972 – książę Mieszko I opanował tereny nadodrzańskie, obejmujące obręb późniejszej kasztelanii cedyńskiej, ziemię kiniecką i kostrzyńską
- 1005 (lub 1007) – Polska utraciła zwierzchność nad Pomorzem, w tym również nad terytorium w widłach Odry i dolnej Warty
- Pocz. XIII w. – obszar na północ od linii Noteci-dolnej Warty i zachód od Gwdy w dorzeczu Myśli, Drawy, środkowej Iny, stanowiący część składową księstwa pomorskiego, w niewyjaśnionych okolicznościach został przejęty przez księcia wielkopolskiego Władysława Laskonogiego, a następnie jego bratanka, Władysława Odonica
- XIII w. (lub XIII/XIV w.) – zbudowano w Czeline kościół salowy bez chóru, z wieżą od strony zachodniej
- 1250 – margrabiowie brandenburscy z dynastii Askańczyków rozpoczęli ekspansję na wschód od Odry; z zajmowanych kolejno obszarów powstała następnie Nowa Marchia
- Przed? 1298 – dobra w Czelinie mógł już posiadać Henning Mörner
- Przed 1317 – Czelin uzyskał prawa miejskie (civitas); nie wiadomo kto założył miasteczko, choć stosunki prawne mogą wskazywać na margrabiów brandenburskich z dynastii askańskiej
- 1317 – 26 grudnia zarządzenie margrabiego Waldemara podporządkowało wyrokom sądu myśliborskiego siedem miast Nowej Marchii: Barlinek, Gorzów, Kostrzyn, Czelin (Zellin), Mieszkowice, Barnówko i Nowogródek Pomorski; do tej pory były one poddane jurysdykcji wyższej izby sądowniczej w Strausbergu na ziemi barnimskiej[8]
- 1320–1323 – po wygaśnięciu dynastii askańskiej, Nowa Marchia przejściowo przeszła we władanie książąt pomorskich
- 1322 – 5 maja kantoria kamieńska otrzymała patronat kościoła w Czelinie[9]; w Czelinie prowadzono kancelarię katedry kamieńskiej
- 1323 – władzę w Nowej Marchii objęli Wittelsbachowie
- 1348 – wymieniany jest Thidericus praepositus de Zellin[10] (Tyderyk, prepozyt z Czelina)
- 1355 – 25 września margrabia Ludwik Rzymski nadał Mörnerom na ich prośbę miasteczko Czelin, młyn położony pomiędzy miastem i chyżą z dochodami i prawami jakie posiadał ojciec obdarowanych Henning Morner oraz oni sami
- 1363 – 23 kwietnia margrabia Ludwik Rzymski w imieniu swego brata Ottona zapisał Dietrichowi Mörner prepozytowi Brenau i jego braciom Heineke, Ottonowi, za poniesione straty przy budowie zamku w Oderbergu (Bardyn Castrum(inne języki)), targ rybny w Czelinie
- Przed 1365 – margrabia Ludwik Rzymski nadał miasteczku przywilej stosowania praw miejskich Mieszkowic (potwierdzony w 1459 r.)
- 1368 – wymieniany jest Hynric Swynghen archidiaken tu Czellyn[11]
- 1387, 1399 – wymieniany jest Arnoldus de Garne archidiaconus Zellinensis[12][13]
- 1402–1454/55 – ziemie Nowej Marchii pod rządami zakonu krzyżackiego
- 1411 – Erazm i Otto II Mörnerowie sprzedali zakonowi krzyżackiemu połowę komory celnej w Czelinie, założonej prawdopodobnie w XIV w. dla Mieszkowic w porcie odrzańskim
- 1433 – podczas wojny polsko-krzyżackiej, okoliczne tereny zostały zdobyte i splądrowane przez Husytów
- 1440 – archidiakonaty w Gorzowie i Czelinie złączono z vicedominatem kamieńskim
- 1459 – 8 lutego elektor Fryderyk II potwierdził przywileje mieszczanom i rajcom Czelina otrzymane od poprzednich władców, w tym od Ludwika Rzymskiego prawo korzystania z wszystkich wolności i przywilejów Mieszkowic oraz także dokumenty rycerza Henniga Mörnera
- 1487 – październik, archidiakonem został Mikołaj Blocker, ostatni znany w źródłach
- Około 1520 – Ludwik Mörner z Kłosowa połączył posiadłości w Kłosowie i Czelinie, zakładając nowożytną linię rodu
- 1535–1571 – za rządów Jana kostrzyńskiego Nowa Marchia stała się niezależnym państwem w ramach Świętego Cesarstwa Rzymskiego Narodu Niemieckiego
- 1538 – margrabia Jan kostrzyński oficjalnie wprowadził na terenie Nowej Marchii luteranizm jako religię obowiązującą
- 1618–1648 (wojna trzydziestoletnia) – duże spustoszenia w wyniku działań wojennych, upadek miasteczka
- 1701 – powstanie Królestwa Prus
- Pocz. XVIII w. – przeprowadzono prace regulacyjne w dolinie Odry; polegały one na osuszaniu terenów tzw. Oderbruch, leżącego dziś po stronie niemieckiej. Stworzono wówczas obecne, proste koryto Odry, skracając znacznie bieg rzeki i regulując ją aż po Czelin.
- 1717 – Czelin odwiedził król Fryderyk Wilhelm I, wizytując budowę nadodrzańskich wałów przeciwpowodziowych
- 1732 – 5 listopada Fryderyk Wilhelm I kupił miasteczko z chyżą od pułkownika Hansa Wilhelma von Mörner

| Nazwa           | Obecna nazwa                             | Obiekt            | Od      | Do   |
| --------------- | ---------------------------------------- | ----------------- | ------- | ---- |
| Fahnenvorwerk   | Gieshof-Zelliner Loose, gmina Letschin   | folwark           | 1740/1  | 1801 |
| Gieshof         | Gieshof-Zelliner Loose, gmina Letschin   | folwark           | 1740/41 | 1801 |
| Mehrin          | Wohnplatz Vorwerk Mehrin, gmina Letschin | folwark           | 1740    | 1801 |
| Neuendorf       | Groß Neuendorf, gmina Letschin           | wieś              | 1733    | 1801 |
| Ortwig          | Ortwig, gmina Letschin                   | wieś              | 1733    | 1801 |
| Ortwiger Graben | Ortwig, gmina Letschin                   | część wsi         | 1740/1  | 1801 |
| Posedin         | część Sietzing, gmina Letschin           | kolonia i folwark | ?       | 1801 |
| Solikante       | Solikante, gmina Letschin                | kolonia i folwark | 1740    | 1801 |
| Zellin          | Czelin                                   | wieś              | 1733    | 1872 |
| Klossow         | Kłosów                                   | wieś              | 1802    | 1872 |

- 1733 – Fryderyk Wilhelm I założył domenę (kompleks dóbr elektorskich); Czelin utracił status miejski
- 1780 – zbudowano zespół folwarczny
- 1801 – majątek domeny Czelin znajdujący się po lewej stronie Odry przeszedł do domeny Kienitz
- 1802 – do domeny Czelin została przyłączona domena Kłosów (Amt Klossow)
- 1806–1807 – Nowa Marchia pod okupacją wojsk napoleońskich; na mocy traktatu w Tylży w dniu 12 lipca 1807 wojska francuskie opuściły terytorium państwa pruskiego z wyjątkiem niektórych ważniejszych twierdz, pod warunkiem spłaty bądź zabezpieczenia nałożonej na Prusy kontrybucji wojennej.
- 1807–1811 – reformy gospodarcze Steina-Hardenberga dotyczące zniesienia poddaństwa chłopów w Prusach (najpierw w królewszczyznach, następnie w dobrach prywatnych); w zamian za uwłaszczenie dziedzic otrzymywał od chłopa odszkodowanie pieniężne, w postaci robocizny w określonym czasie lub części ziemi, przy czym to nie mogło przekroczyć połowy gospodarstwa chłopskiego
- 1809 – majątek domeny w Czelinie został wydzierżawiony
- 1815–1818 – reformy administracyjne Prus zmieniły strukturę Nowej Marchii; wieś należała do powiatu Chojna, w rejencji frankfurckiej, w prowincji brandenburskiej
- 1816 – obowiązek uwłaszczenia chłopów w Prusach ograniczono do gospodarstw sprzężajnych, tj. posiadających co najmniej dwa zwierzęta pociągowe (konie lub woły)
- 1827
  - w sierpniu prawie cała wieś uległa zniszczeniu w wyniku pożaru, który wybuchł w folwarku
  - przebudowa kościoła według projektu Karla Schinkla, w tym wieży kościelnej

| Niemiecka nazwa | Obiekt      | Położenie            | Polska nazwa                        |
| --------------- | ----------- | -------------------- | ----------------------------------- |
| Förterei Zellin | leśniczówka | 2,5 km na płn.-zach. | [nie istnieje]                      |
| Neue Häuser     | folwark     | 1 km na płn.         | Czelinek [nie istnieje]             |
| Schäferei       | folwark     | 2 km na płn.-wsch.   | obecnie Czelin (wcześniej do PGR-u) |
| Schützenhaus    | kolonia     | 800 m na płn.-wsch.  | obecnie Czelin                      |

- 1850

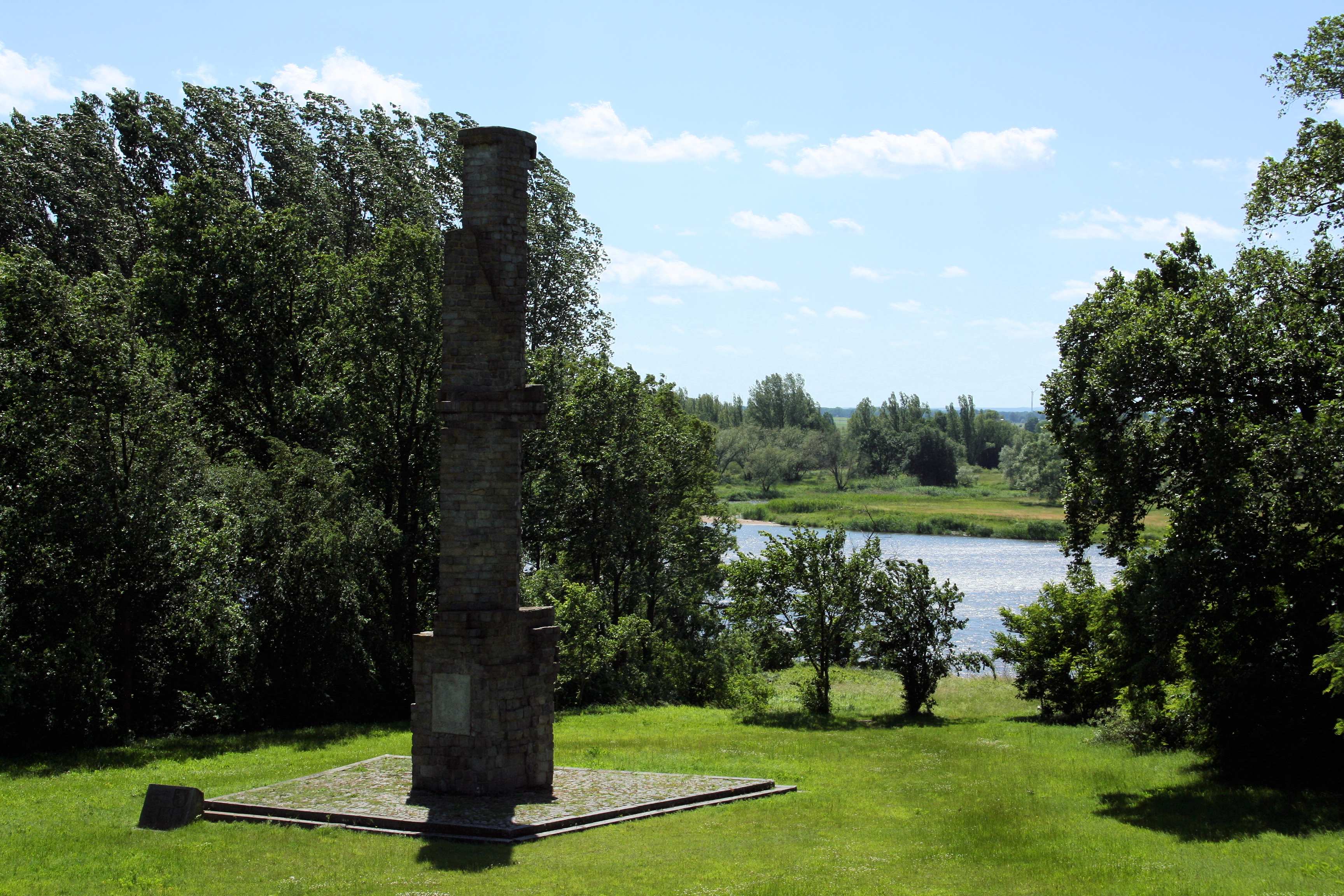
Obelisk symbolizujący słup graniczny stoi w miejscu, w którym 27 lutego 1945 roku żołnierze 6 Samodzielnego Batalionu Pontonowo – Mostowego Wojska Polskiego wkopali słup graniczny nad Odrą

  - miejscowość rozwinęła się i zyskała na znaczeniu; liczy 237 domów mieszkalnych, 404 budynki gospodarcze, 89 budynków przemysłowych, 2363 mieszkańców (1852 r.)
  - uwłaszczenie chłopów w Prusach rozszerzono na wszystkie gospodarstwa chłopskie, aczkolwiek do tego czasu wielu chłopów zostało przez panów usuniętych z ziemi lub zbankrutowało
- 1857 – w Czelinie urodził się Paul Wiegand, pisarz i teolog, kaznodzieja nowojorskiego Kościoła baptystów
- 1871–1918 – Nowa Marchia w ramach zjednoczonej Drugiej Rzeszy Niemieckiej
- 1872 – 13 grudnia rozporządzeniem ministerstwa finansów Urzędy Domenalno-Rentowe uległy rozwiązaniu, w tym Amt Zellin
- 1929 – majątek w Czelinie nadal własnością państwa niemieckiego i obejmował 716 ha ziemi
- 1945 – 1 lutego 5 Armia 1 Frontu Białoruskiego po lodzie przeszła przez Odrę i utworzyła przyczółek
- 1945 – 5 lutego zajęcie wsi przez 5 Armię 1 Frontu Białoruskiego
- 1945 – zabudowa wsi została poważnie zniszczona w wyniku trwających 2,5 m-ca działań wojennych (ok. 80%), kościół został spalony; ludność niemiecka uciekła do Niemiec lub została wywieziona do obozów w Polsce, a następnie na Syberię[16]; rozpoczął się napływ osadników, głównie ze wschodnich kresów (Wilno, Stanisławów, Lwów) oraz z centralnej Polski
- 1945 – 27 lutego żołnierze 6 Samodzielnego Batalionu Pontonowo-Mostowego Wojska Polskiego (m.in. ppor. Stefan Kobek, ppor. Władysław Cieślak, plut. Henryk Kalinowski, plut. Władysław Janicki i sierż. Krzemiński) postawili pierwszy słup graniczny na Odrze, wyciosany przez cieślę z Wołynia, kpr. A. Wydrzyńskiego. Umocowano na nim tabliczkę z piastowskim orłem i napisem „Polska” oraz dwoma drogowskazami: Berlin – 64 km, Warszawa – 474 km. Powstał wówczas meldunek przechowywany obecnie w Muzeum Wojska Polskiego w Warszawie: „Nasz oddział jako pierwszy oddział Wojska Polskiego, który dotarł do zachodnich rubieży Rzeczypospolitej Polskiej, ku wiecznej pamięci wbił słup graniczny na prastarej polskiej rzece – Odrze”.
- 1946 – uruchomiono szkołę podstawową
- 1968 – odsłonięcie pomnika wg projektu Anny Paszkiewicz przedstawiającego orła na wysokiej kolumnie[17]
- 1973 – 25 kwietnia erygowanie parafii Kurzycko; siedzibą parafii został Czelin, gdzie zbudowano plebanię
- 1975–1998 – miejscowość należy administracyjnie do województwa szczecińskiego
- 1982–1984 – odbudowa kościoła
- 2000 – 2 grudnia konsekracja kościoła przez bp. Jana Gałeckiego, który wręczył proboszczowi Ignacemu Stawarzowi dekret metropolity szczecińsko-kamieńskiego ustanawiający w nowych granicach parafię pw. Najświętszej Maryi Panny Częstochowskiej w Czelinie
- 2004–2006 – prace archeologiczne prowadzone przez Muzeum Narodowe w Szczecinie.

| Właściciel                         | Lata             |
| ---------------------------------- | ---------------- |
| von Mörner                         | przed? 1298-1732 |
| państwo pruskie państwo niemieckie | 1732-(1809)1945  |

## Znaleziska archeologiczne
W grudniu 2003 r. trzej uczniowie szkoły podstawowej w Czelinie, Bartłomiej i Dawid Grabowscy oraz Przemysław Mirkiewicz, dokonali przypadkowego odkrycia glinianych naczyń i kości na terenie żwirowni. W latach 2004–2006 badania archeologiczne prowadziło Muzeum Narodowe w Szczecinie pod kierownictwem Marcina Przybytka. Na terenie 15 arów odkryto pochówki (41 grobów popielnicowych), zachowane w całości naczynia, okucia, zapinki, grzebienie, elementy uzbrojenia. Znaleziska pochodzą z I-III wieku n.e., gdy na terenach tych przebywali najprawdopodobniej germańscy Burgundowie.

## Ludność
Liczba ludności w ostatnich 3 wiekach (wieś i majątek):

## Organizacje i instytucje
- Leśnictwo Czelin (Nadleśnictwo Mieszkowice)
- Koło gospodyń wiejskich
- Klub Piłkarski „Odra”, założony 12 sierpnia 2007 r.

## Edukacja
- Szkoła podstawowa – rozpoczęła działalność na początku 1946 r. Jej obwód obejmuje miejscowości (stan 2011 r.[24]): Czelin, Rogaczewo, Nowy Błeszyn, Stary Błeszyn, Gozdowice, Stare Łysogórki, Słubin.

## Atrakcje turystyczne
- Kościół pw. Matki Bożej Częstochowskiej – zbudowany w XIII w. z jednolitego kwadratowego granitu o regularnym układzie, bez chóru, z wieżą od strony zachodniej i zakrystią prostokątną od strony północnej. Przebudowany w 1827 r. według projektu architekta Karla Schinkla, mury podwyższono o trzy warstwy układu kamiennego ponad obecną wysokość okien, przemurowano portal. W 1945 r. zniszczony w ponad 70%, odbudowany w latach 1982-1984.
- Zespół folwarczny – znajduje się na zachodnim krańcu wsi; pierwotna kompozycja zatarta; obora z 1878 r.; dwór zbudowany w 1780 r., przebudowany w 2 połowie XIX w. i XX w. (w wyniku tych modernizacji został w znacznym stopniu zdewaloryzowany); młyn elektryczny z początku XX w. (nieużytkowany).
- Obelisk – stoi w miejscu, w którym 27 lutego 1945 r. żołnierze 6 Samodzielnego Batalionu Pontonowo-Mostowego Wojska Polskiego wkopali słup graniczny nad Odrą; odsłonięty 16 października 1968 r., projekt szczecińskiej rzeźbiarki Anny Paszkiewicz. W uroczystości wzięło udział ok. 12 tysięcy osób, w tym m.in.: ówczesny minister obrony narodowej gen. Wojciech Jaruzelski, pierwszy naczelny dowódca LWP marszałek Polski Michał Rola-Żymierski, sekretarz KC PZPR Mieczysław Moczar[25],
- Obelisk mały – stoi około 100 m na południowy wschód od dużego obelisku, w lesie; pierwotnie znajdował się od 22 lipca 1960 do 1968 r. w miejscu gdzie obecnie jest duży obelisk, który go zastąpił; projekt komandor Henryk Kalinowski, (brat jednego z żołnierzy, którzy 27.02.1945 wkopali w tym miejscu pierwszy polski słup graniczny), wykonawstwo żołnierze ze Szczecina-Podjuch.
- Obiekty w gminnej ewidencji zabytków – murowane chałupy nr 3 i 4, szachulcowe chałupy nr 4, 10, 12, 14, 27, 40.
- Pomniki przyrody: żywotnik zachodni, nr działki 189; lipa drobnolistna, nr działki 182/4.
- Cmentarze: katolicki – przykościelny, ewangelicki – śródleśny (wschodni z połowy XIX w., zachodni z 2 połowy XIX w.).
- Szlaki turystyczne: Szlak Pamięci Narodowej – Cedynia, Góra Czcibora, Siekierki, Gozdowice, Czelin, Osinów Dolny; Joannicki – Chwarszczany, Czelin, Gozdowice, Golice, Cedynia do Chojny, Rurki i zamku w Swobnicy.